# Харьковский государственный музыкальный лицей
Харьковский государственный музыкальный лицей (укр. Харківський державний музичний ліцей, ранее — Харьковская средняя специализированная музыкальная школа-интернат, укр. Харківська середня спеціалізована музична школа-інтернат) создан в 1943 г. на базе Студии (Группы) для музыкально одарённых детей, существовавшей с 1933 г. при Харьковском музыкально-театральном институте (впоследствии — при Харьковской консерватории).
Современное название — с апреля 2021 года.

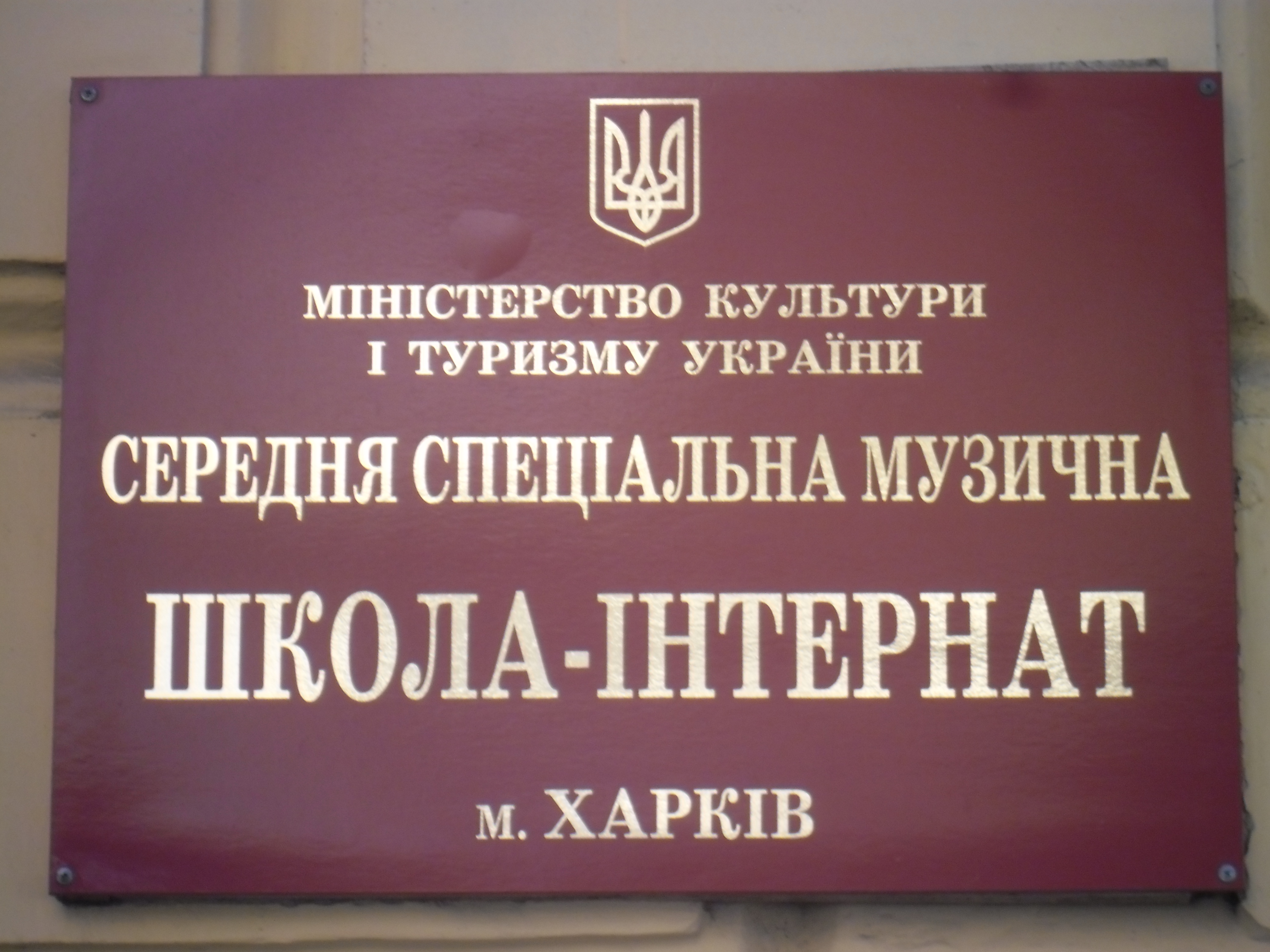

## Предыстория
В 1933 году М. Итигина и М. Хазановский организовали группу (студию) для музыкально одаренных детей. Первоначальный состав — 58 детей в возрасте от 8 до 14 лет: 33 пианиста, 16 скрипачей, 5 виолончелистов, 4 баяниста.
Среди педагогов были профессора А. Л. Лунц, Н. В. Ландесман, Л. И. Фаненштиль, И. В. Добржинец, С. С. Богатырёв.
Среди выпускников: Н. Гольдингер, Э. Цукурова, Г. Бортновская, Л. Булгаков, И. Заславский, В. Михелевич, И. Дудник, Ф. Бельман, Б. Юхт, Б. Яровинский.

## История школы
1943 — по инициативе В. А. Комаренко официально создана Харьковская музыкальная десятилетка.

## Директора
- 1943—1948 — Комаренко Владимир Андреевич
- 1949—1961 — Карпова Людмила Александровна
- 1961—1984 — Соколов Анатолий Николаевич
- 1984—2021 — Алтухов Валерий Николаевич
- 2021—2023. — Сенченкова Тамара Юрьевна (и.о.)
- 2023 — н.в. — Орищенко Олег Владимирович.

## Коллективы

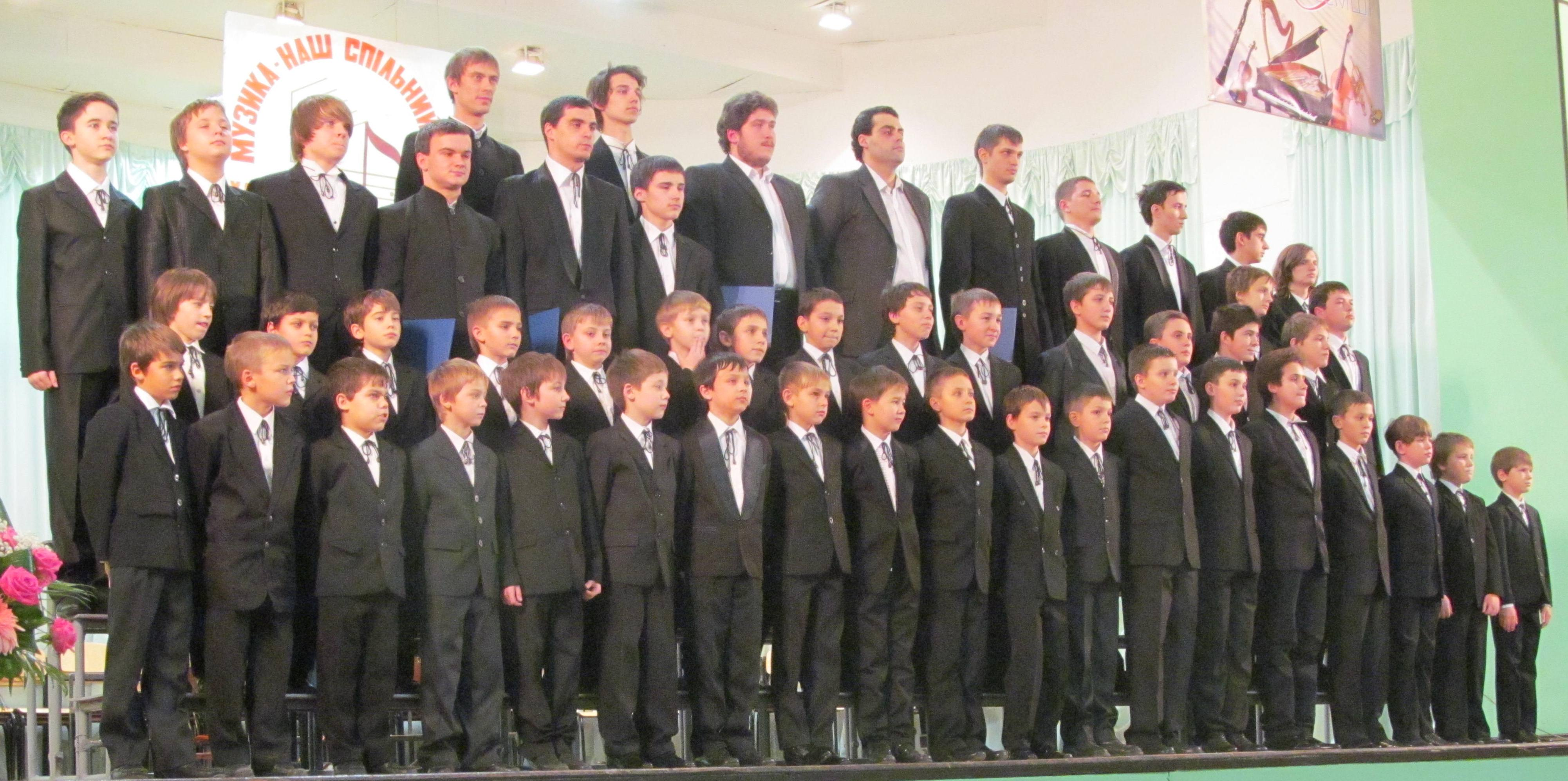
Хор мальчиков (2013)

- Симфонический оркестр. Возглавляли: И. В. Добржинец, В. С. Михелевич, И. Д. Сиротин, Ю. В. Сухин, Ю. В. Янко, Т. С. Никогосян, Р. В. Ущаповский[источник не указан 1147 дней]
- Хор мальчиков. Возглавляли: Н. И. Герасимчук, А. Н. Кошман.
- Хор девочек. Возглавляли: Н. А. Грозенок.
- Духовой оркестр. Возглавляли: В. А. Комаренко, В. Г. и Л. Г. Гриник, В. А. Чувараян, В. Н. Дворниченко.
- Ансамбль скрипачей. Возглавляли: А. Л. Козловичер, Л. А. Красько, Ю. Г. Подлесный.

## Известные педагоги

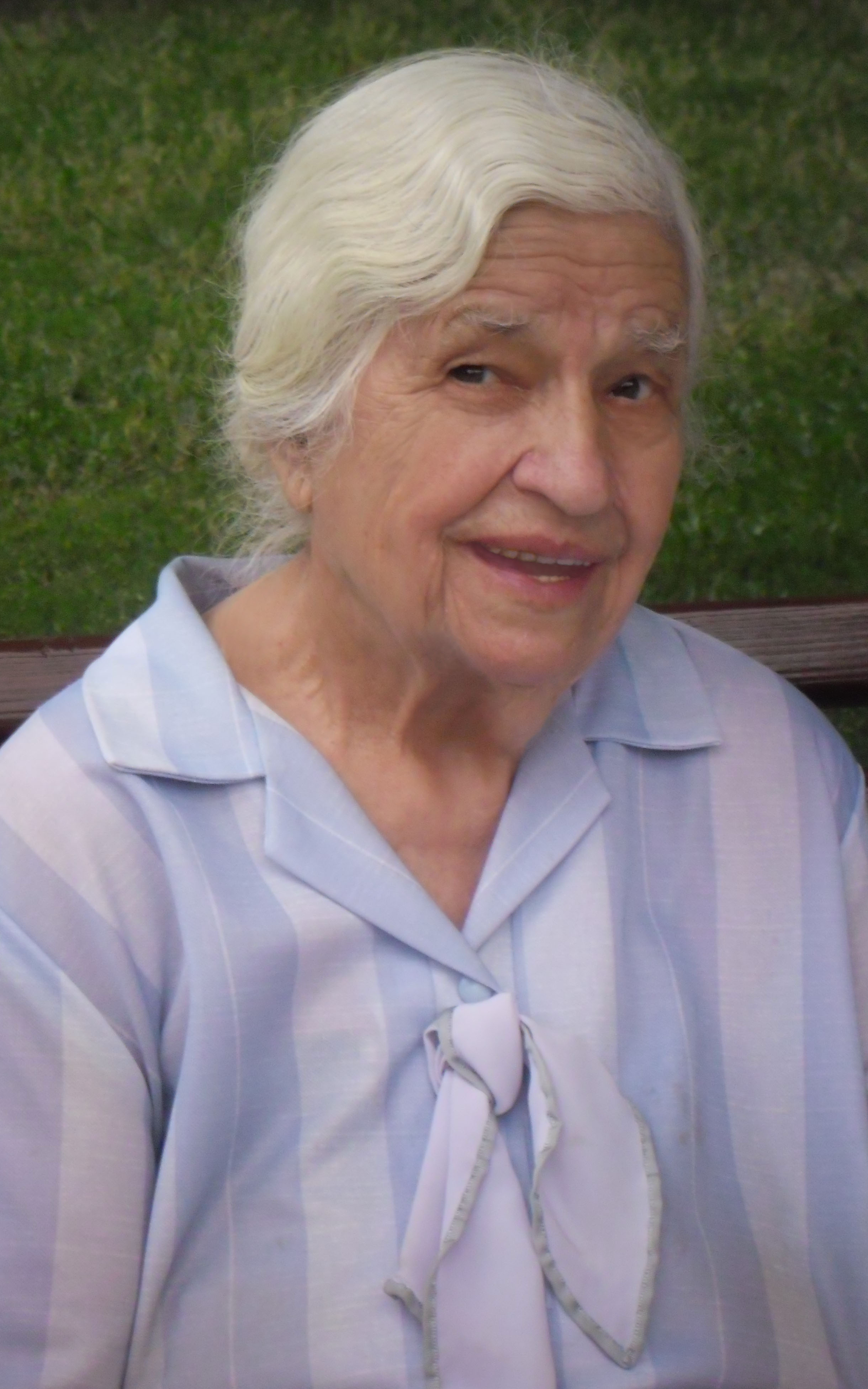
Л. Н. Иванюшенко (1920—2011)

- Т. Б. Веркина
- А. Я. Гельрот
- Г. Л. Гельфгат
- Н. И. Герасимчук
- Р. С. Горовиц
- Н. Ю. Гольдингер
- В. Г. Гринник
- И. Н. Дубинин
- Л. Н. Иванюшенко
- А. Л. Козловичер
- А. Н. Кошман
- А. А. Лещинский
- В. Л. Макаров
- Ю. Ф. Пактовская
- Л. Б. Решетников
- Б. А. Скловский
- Н. С. Тышко (Майзель)
- А. Н. Филонова
- М. С. Хазановский
- Л. Ф. Шукайло
- Б. Ю. Юхт

## Известные воспитанники
- С. Альбов
- Т. Веркина
- Г. Ганзбург
- Т. Гринденко
- Л. Десятников
- Д. Клинтон (Наджафова)
- Л. Колодуб
- И. Котляревский
- В. Крайнев
- Д. Крамер
- Т. Куценко
- С. Лащенко
- Д. Лисс
- А. Лубченко
- В. Макаров
- Л. Маргариус
- И. Наймарк
- С. Скрипка
- А. Снегирёв
- В. Суслин
- В. Фейгин
- Г. Фейгин
- М. Черкашина-Губаренко
- Р. Черничко
- Л. Чижик
- И. Шаповалов
- В. Шукайло
- Л. Шукайло
- А. Щетинский
- Ю. Янко
- И. Эпштейн
- С. Юшкевич
- И. Янсон